# Paul Radmilovic
Paulo Francesco Radmilovic (5 maart 1886 – 29 september 1968) was een Brits waterpolospeler.
Radmilovic nam als waterpoloër vijfmaal deel aan de Olympische Spelen; in 1908, 1912, 1920, 1924 en 1928. In 1908, 1912 en 1920 maakte hij driemaal deel uit van het Britse waterpolo team dat het goud wist te veroveren. In 1908 nam hij tevens deel aan het onderdeel 4x200 meter vrije slag, en wist ook hier het goud te winnen. In 1924 en 1928 nam hij wederom deel als lid van het Britse waterpolo team, maar het team won geen medailles.
Met vier medailles was Radmilovic lange tijd de meest succesvolle Britse olympisch deelnemer, tot zijn record in 2000 door Steve Redgrave werd gebroken.
George Cornet · 
Charles Forsyth · 
George Nevinson · 
Paul Radmilovic · 
Charles Sydney Smith (G) ·
Thomas Thould · 
George Wilkinson
Charles Sydney Smith · 
George Cornet · 
George Wilkinson · 
Charles Bugbee · 
Arthur Edwin Hill · 
Paul Radmilovic · 
Isaac Bentham
Charles Bugbee · 
William Henry Dean · 
Christopher Jones · 
William Peacock · 
Noel Purcell · 
Paul Radmilovic · 
Charles Sydney Smith
Harold Annison · 
John Budd · 
Charles Bugbee · 
Richard Hodgson · 
Arthur Hunt · 
Paul Radmilovic · 
Charles Sydney Smith · 
D. Edward (R) ·
R. Haston (R) ·
William Peacock (R)
Leslie Ablett (G) ·
Nicholas Beaman · 
Jack Budd · 
W. G. Freeguard · 
Jack Hatfield · 
Richard Hodgson · 
Edward Peter · 
William Quick · 
Paul Radmilovic · 
Edward Temme
1908: Derbyshire, Radmilovic, Foster, Taylor ·
1912: Healy, Champion, Boardman, Hardwick ·
1920: McGillivray, Kealoha, Ross, Kahanamoku ·
1924: O'Connor, Glancy, Breyer, Weissmuller ·
1928: Clapp, Laufer, Kojac, Weissmuller ·
1932: Miyazaki, Yusa, Yokoyama, Toyoda ·
1936: Yusa, Sugiura, Taguchi, Arai ·
1948: Ris, McLane, Wolf, Smith ·
1952: Moore, Woolsey, Konno, McLane ·
1956: O'Halloran, Devitt, Rose, Henricks ·
1960: Harrison, Blick, Troy, Farrell ·
1964: Clark, Saari, Ilman, Schollander ·
1968: Nelson, Rerych, Spitz, Schollander ·
1972: Kinsella, Tyler, Genter, Spitz ·
1976: Bruner, Furniss, Naber, Montgomery ·
1980: Kopljakov, Salnikov, Stoekolkin, Krylov ·
1984: Heath, Larson, Float, Hayes ·
1988: Dalbey, Cetlinski, Gjertsen, Biondi ·
1992: Lepikov, Pysjnenko, Tajanovitsj, Sadovy ·
1996: Davis, Hudepohl, Schumacher, Berube ·
2000: Thorpe, Klim, Pearson, Kirby ·
2004: Phelps, Lochte, Vanderkaay, Keller ·
2008: Phelps, Lochte, Berens, Vanderkaay ·
2012: Lochte, Dwyer, Berens, Phelps ·
2016: Dwyer, Haas, Lochte, Phelps ·
2020: Dean, Guy, Richards, Scott ·
2024: Guy, Dean, Richards, Scott